# Revere Gyula
Revere Gyula (Budapest, 1883. január 30. – Budapest, Erzsébetváros, 1945. január 14.) magyar hárfa-és zongoraművész.

## Élete
Revere Manó mantovai születésű operaházi karénekes és Mandel Sarolta (1854–1917) fia. Bátyja, Nápolyi (Revere) Imre az apjához hasonlóan szintén az Operaház énekkarának tagja volt. Tanulmányait a budapesti Zeneakadémián Mosshammer Román, Koessler János és Szendy Árpád növendékeként végezte. Zongoraművésznek készült, és már 1892-ben hangversenyezett Földesy Arnold gordonkaművésszel. Az 1910-es évek elején a Király Színház és a Népopera zenekarának tagjaként működött. 1917–1918-ban a Zeneakadémia tanára, majd a Városi Színház hárfaművésze volt. Számos korabeli hangfelvétel közreműködője volt mint zongorakísérő. Saját zenekart is alapított. A zsidótörvények miatt csak az OMIKE Művészakció zenei előadásain léphetett fel, önálló hárfaestet is tartott. Halálának oka az anyakönyvi bejegyzés alapján bélátfúródás, míg más forrás szerint nyilasok halálra rugdosták.

## Magánélete
Házastársa Miklósy Lujza Anna színésznő volt, akit 1915. szeptember 12-én Budapesten, a Terézvárosban vett nőül.